# Церква Сент-Шапель (Париж)

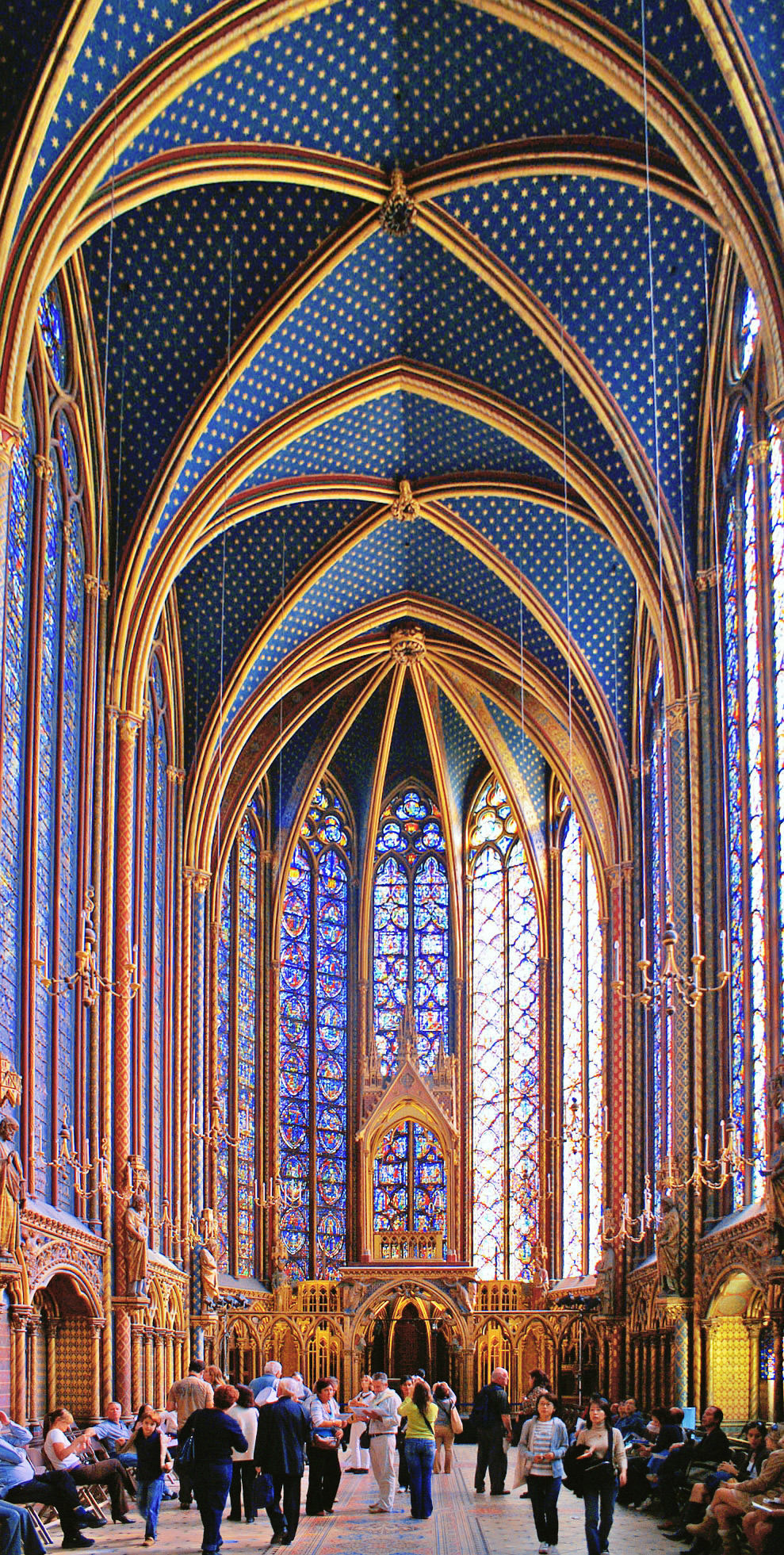
Свята капела

Сент-Шапе́ль (фр. Sainte Chapelle — «Свята капела») — готична каплиця-релікварій XIII століття на території колишнього Королівського палацу (Консьєржері) на острові Сіте в Парижі, Франція. Має невеликі розміри: довжина 35 м, ширина 11 м. Вважається однією з найкрасивіших готичних церков невеликих розмірів. Третій за відвідуваністю монумент Парижа.

## Історія
Капела була задумана як сховище реліквій, зокрема вивезеного хрестоносцями під час Сьомого хрестового походу 1239 році тернового вінця. Королю Франції Людовику IX (Святому) видалося важливим отримати «терновий вінець, залитий кров'ю Христа». Він купив його, за деякими даними за 137 тисяч ліврів, у Латинського імператора Балдуїна II і терновий вінець відвезли до Парижа. Набуття реліквії такого рангу потребувало для нього гідного обрамлення, а саме побудови нової церкви на місці старої знесеної королівської каплиці Святого Миколая. Зведена в рекордні терміни, за 33 місяці, з 1242 по 1248 роки, під керівництвом П'єра з Монтрея, одного з найбільших зодчих готики, за зразком аналогічної споруди при Сен-Жерменському замку. Споруда коштувала скарбниці «всього» 40 тисяч ліврів, що обійшлося втричі дешевше вартості придбання тернового вінця. Дата закладки капели невідома, але є точна дата дня освячення Сент-Шапель — 26 квітня 1248 року.
Згодом Сент-Шапель зазнала декілька реставрацій: в XV столітті, 1837 року — Лассю та Віолле-ле-Дюком і пізніше. З 2008 року триває реставрація семи вітражів. Вартість робіт — € 10 млн. На 2017 рік відреставровано вітражі північної, східної та західної стін.

## Інтер'єр
Капела побудувала у вишуканій манері: тонкі кам'яні стіни посилені металевими скобами і пишно оздоблені скульптурним, керамічним і мальовничим декором. Вона поділена на два яруси рівної площі (600 м²), але різної висоти. Нижня капела, освячена на честь Діви Марії, призначалася для придворних, палацової гвардії і слуг. У верхній, освяченій ім'ям Святого Хреста, молилася королівська родина. Там зберігалися реліквії. Перший з двох ярусів (нижня капела) має три нефи й укріплений стрункими контрфорсами, які впритул прилягають до стін і беруть на себе розпір широкого центрального прольоту. У основний ярус, верхню капелу, висота якої сягає 20 м, можна було пройти прямо з головних покоїв палацу, там був влаштований невеликий альков для королівської сім'ї. Неф верхної капели знаменитий своїми вітражами, в основному з XIII століття. У головній апсиді колись розташовувався монументальний релікварій. Зовнішній портик із західної сторони, кругле вікно-троянда і пінаклі, а також башточка, були перебудовані в епоху Нового часу.

## Галерея

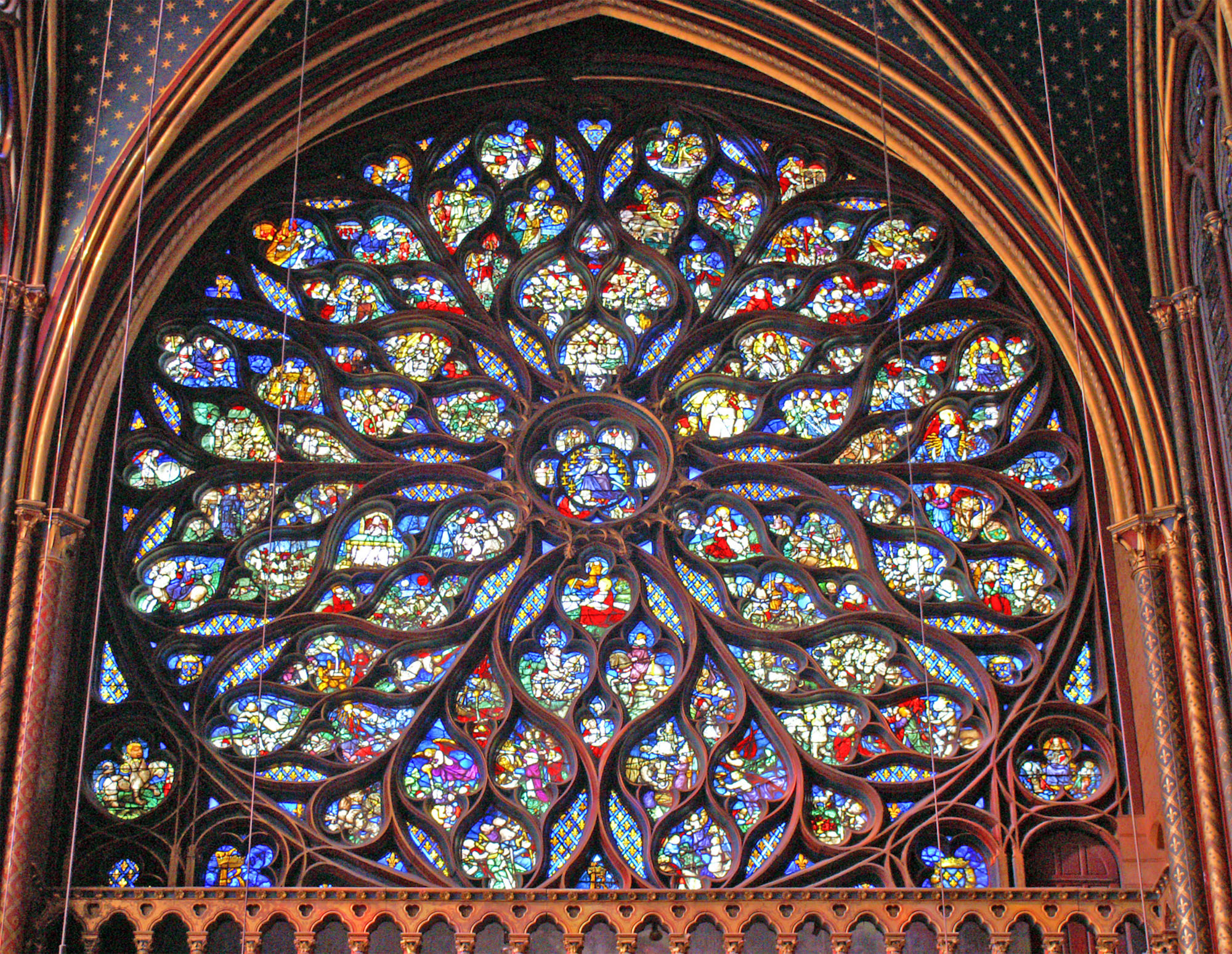
Вікно-троянда.
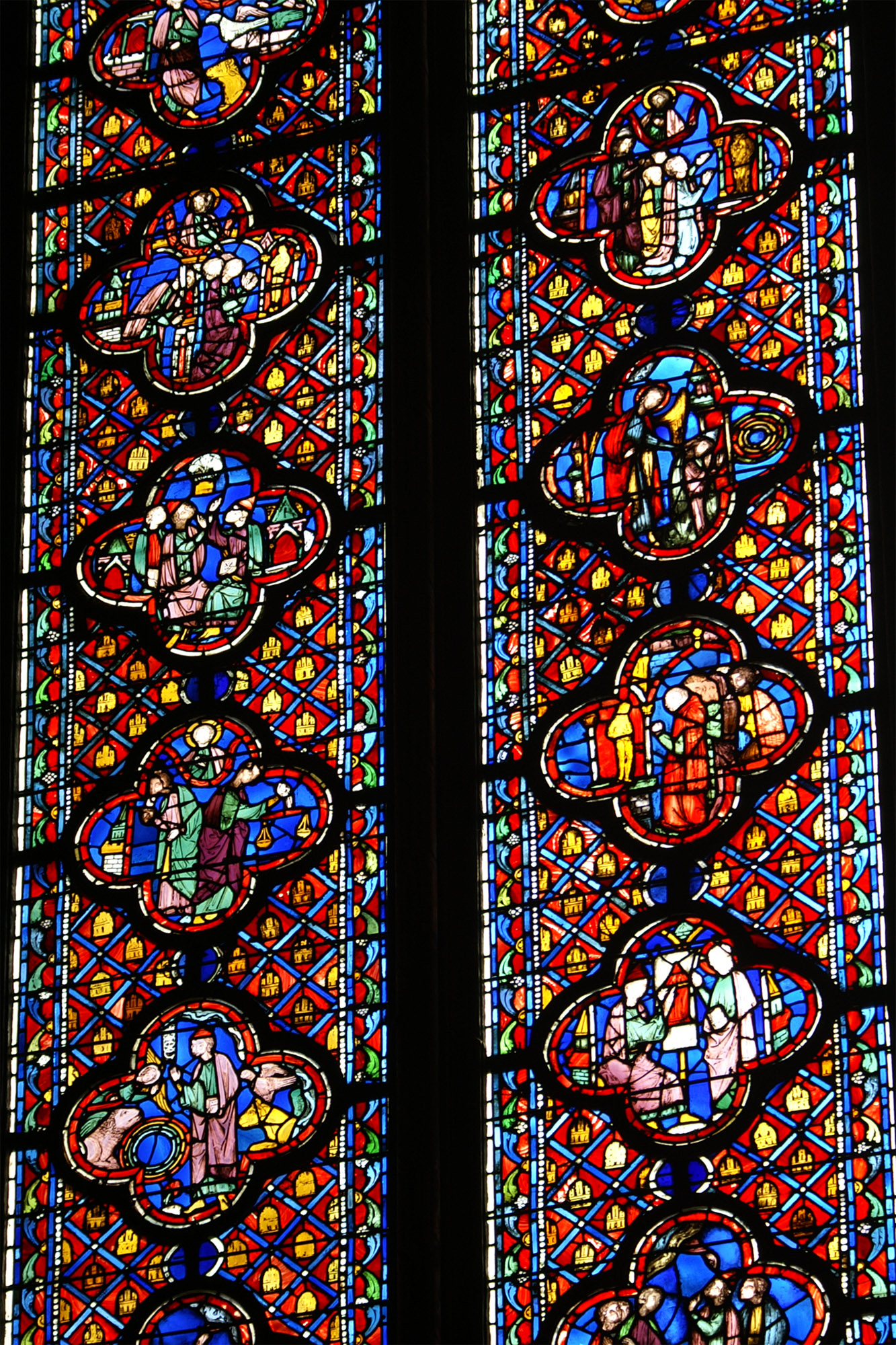
Деталь вітража.
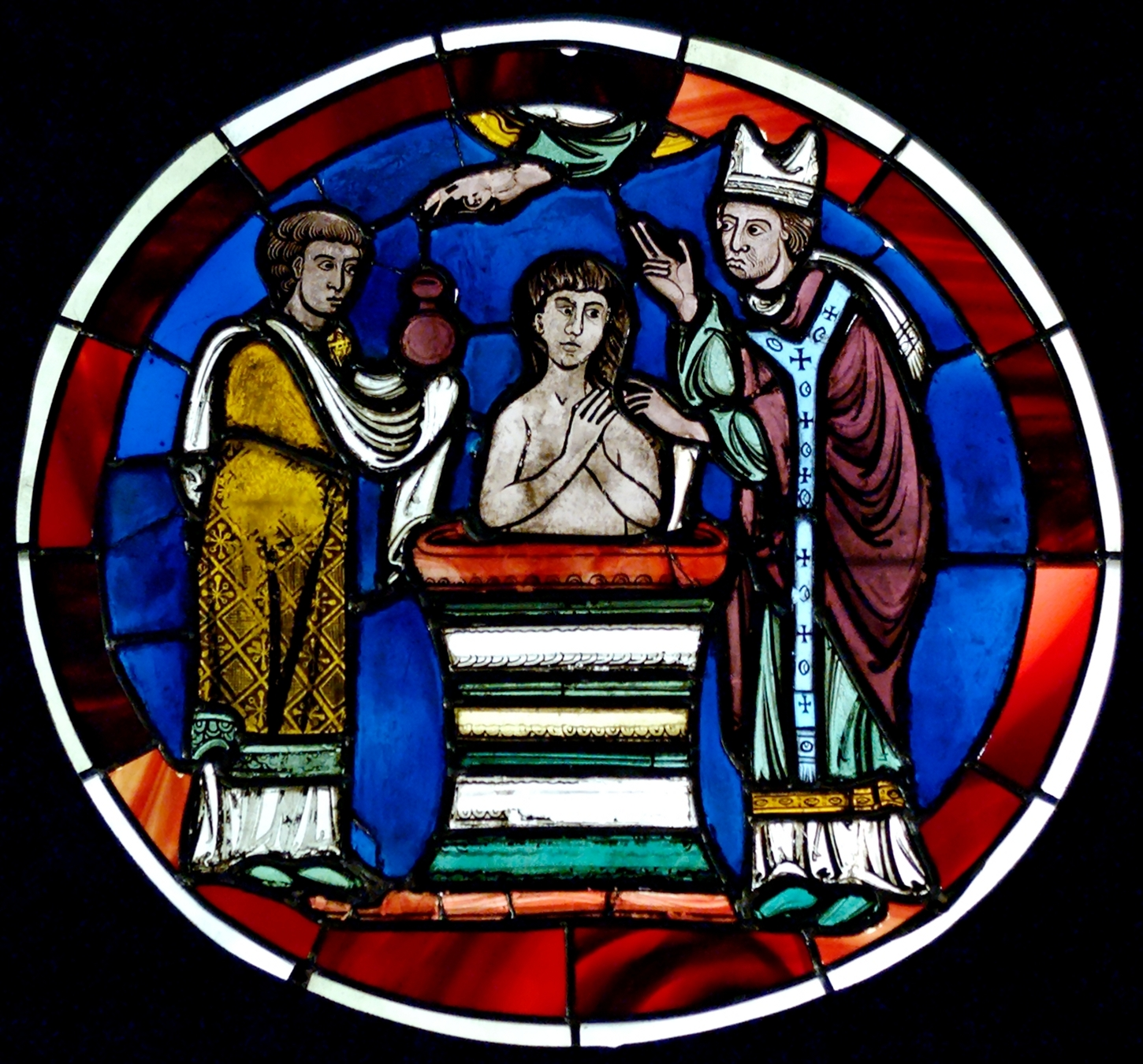
Деталь вітража.
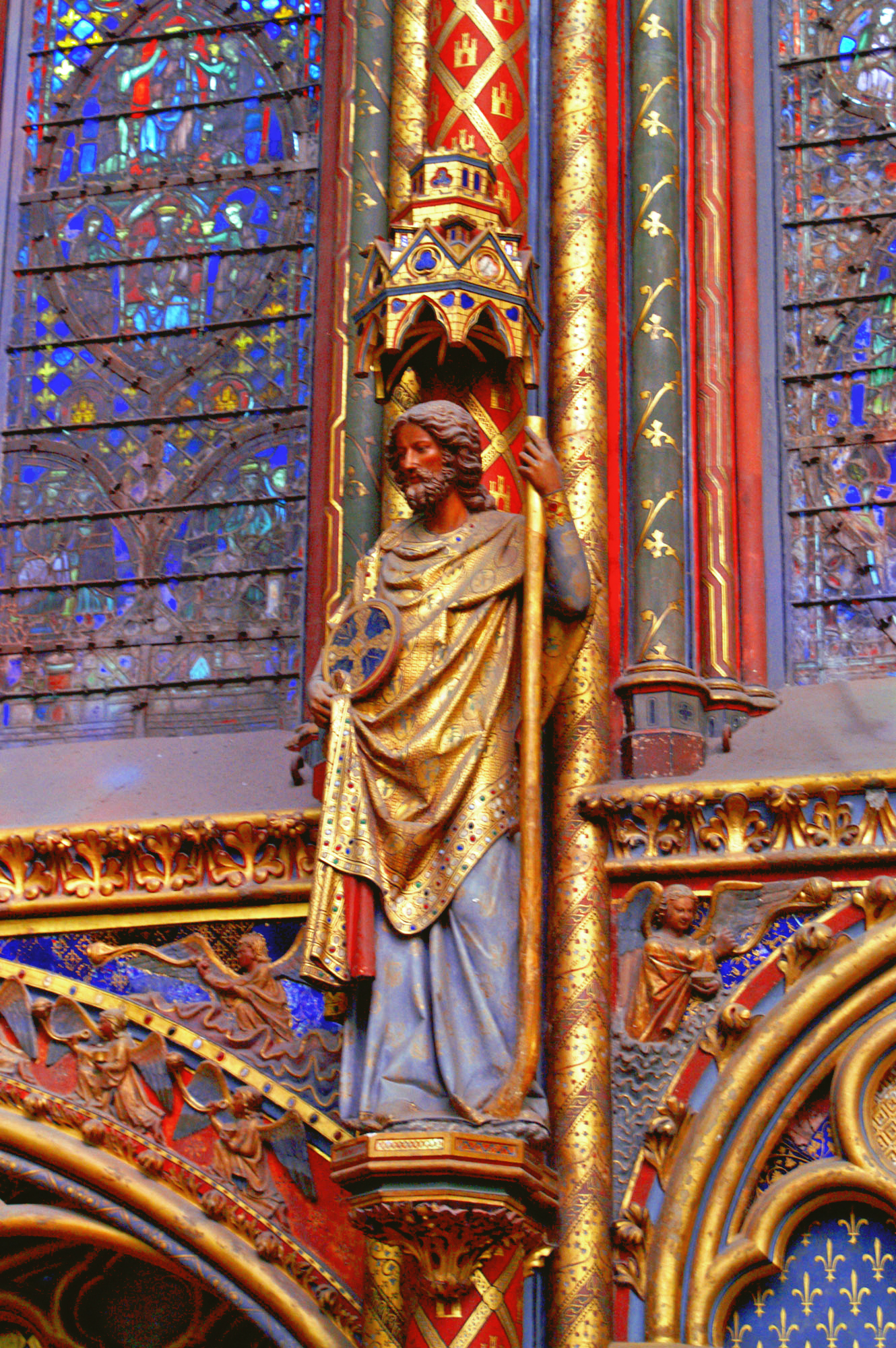
Скульптура на північній стіні.
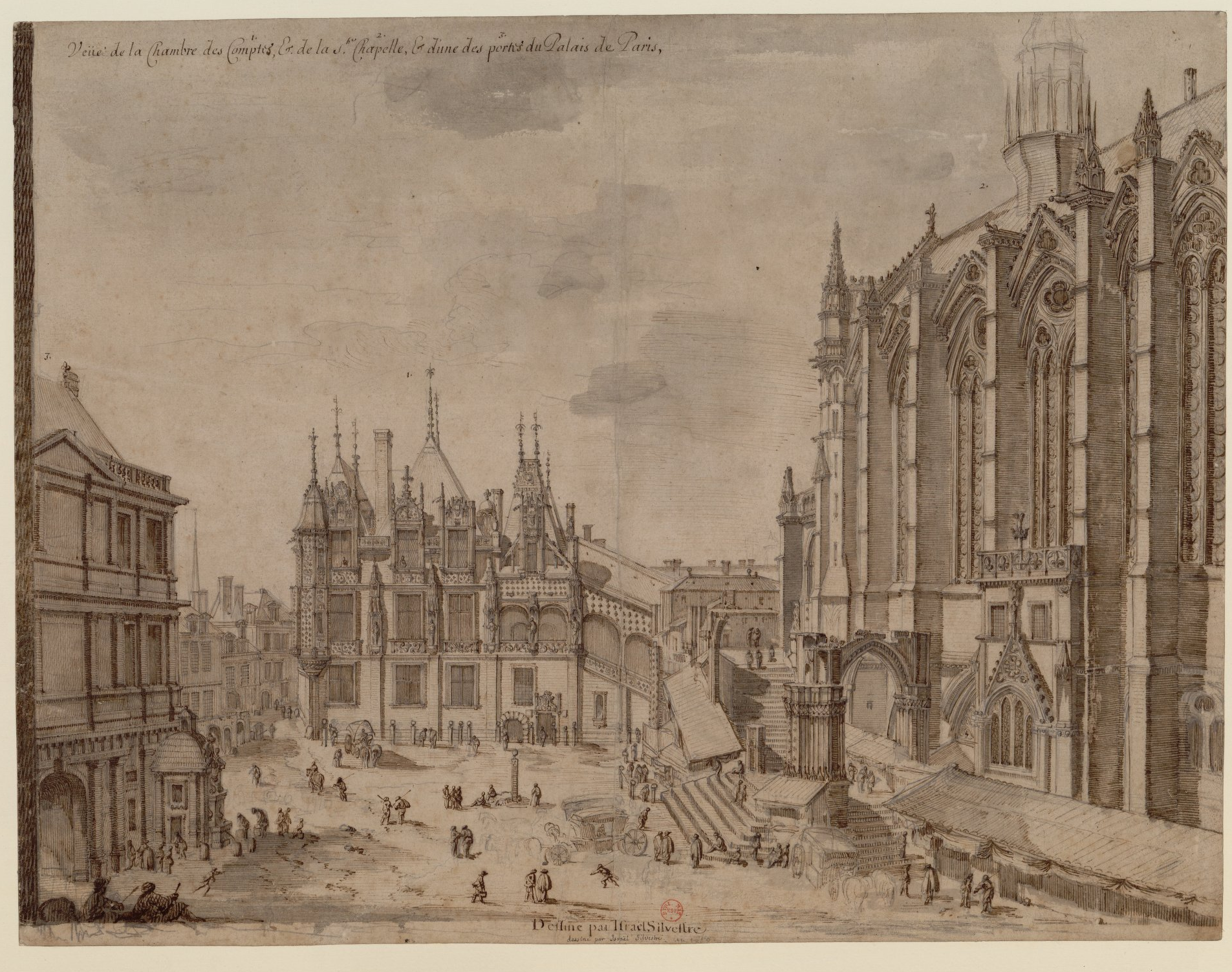
Рахівна палата і Сент-Шапель.
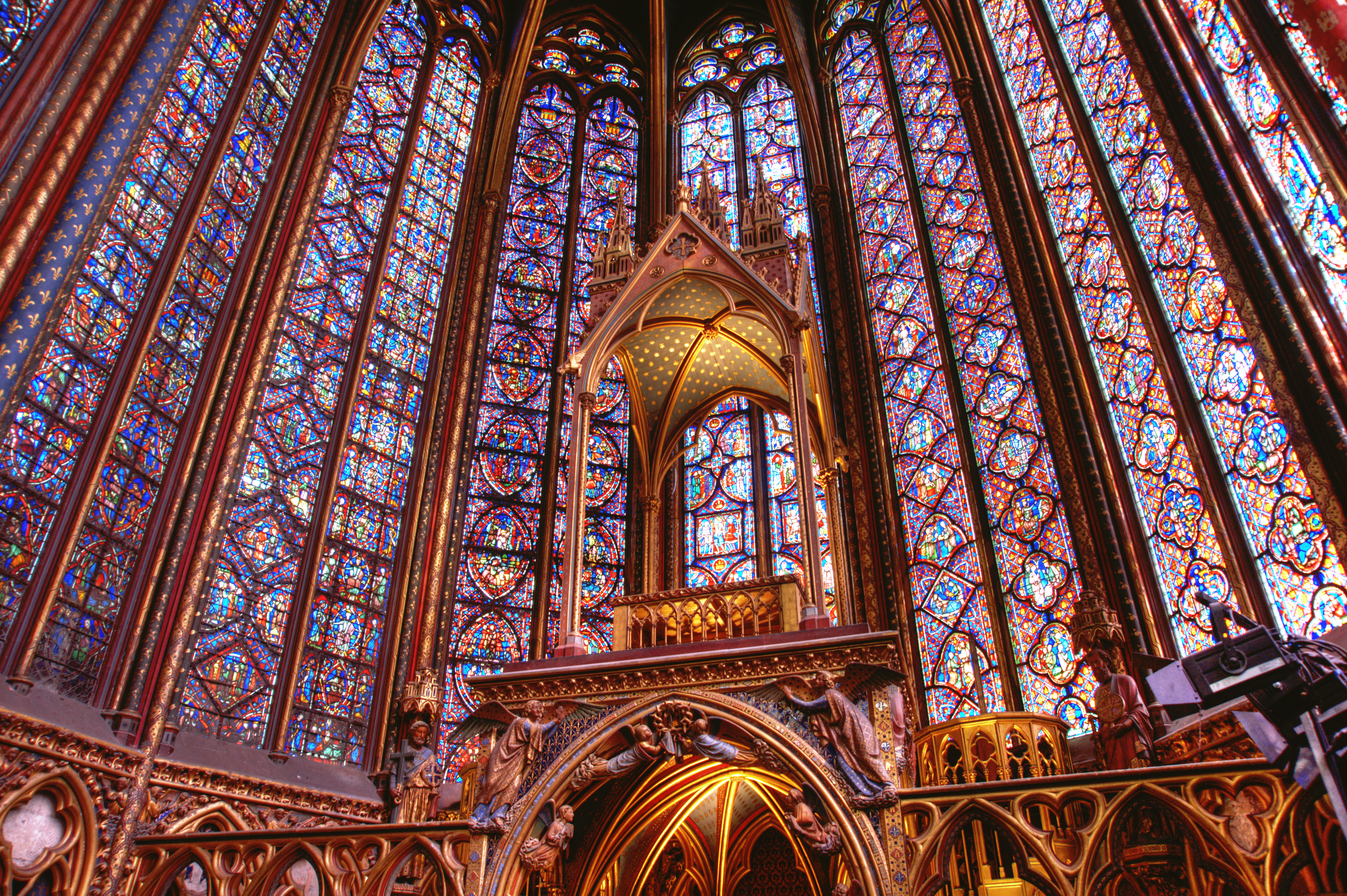
Деталь вівтаря і вітражі.